# Erik Wardanjan
Erik Wardanjan (ur. 7 czerwca 1998 roku w Erywaniu) – ormiański piłkarz, reprezentant Armenii oraz rosyjskiego PFK Soczi.

## Kariera klubowa
Erik Wardanjan jest wychowankiem Piunika Erywań. 27 czerwca 2019 roku został ukarany czerwoną kartką za popchnięcie arbitra, czego konsekwencją była 6-miesięczna dyskwalifikacja. Od 1 stycznia 2020 roku jest zawodnikiem PFK Sochi.

## Kariera reprezentacyjna
Erik Wardanjan jest wielokrotnym reprezentantem Armenii w różnych kategoriach wiekowych. W seniorskiej reprezentacji zadebiutował 9 listopada 2017 roku w wygranym 4:1 towarzyskim spotkaniu z reprezentacją Białorusi, w którym strzelił gola.

## Bramki w reprezentacji
| Nr | Data             | Obiekt                                                        | Przeciwnik | Bramka na | Rezultat | Zawody          |
| -- | ---------------- | ------------------------------------------------------------- | ---------- | --------- | -------- | --------------- |
| 1. | 9 listopada 2017 | Stadion Republikański im. Wazgena Sarkisjana, Erywań, Armenia | Białoruś   | 4–1       | 4:1      | Mecz towarzyski |